# Wagenwerkplaats Amersfoort
De wagenwerkplaats in Amersfoort is een terrein van de Hollandsche IJzeren Spoorweg-Maatschappij (HIJSM), dat in 1904 werd aangelegd voor het herstellen van spoorwegmateriaal. Op het terrein aan de Soesterweg 244 in de wijk Soesterkwartier, vond onderhoud van en reparatie aan goederenwagons plaats.

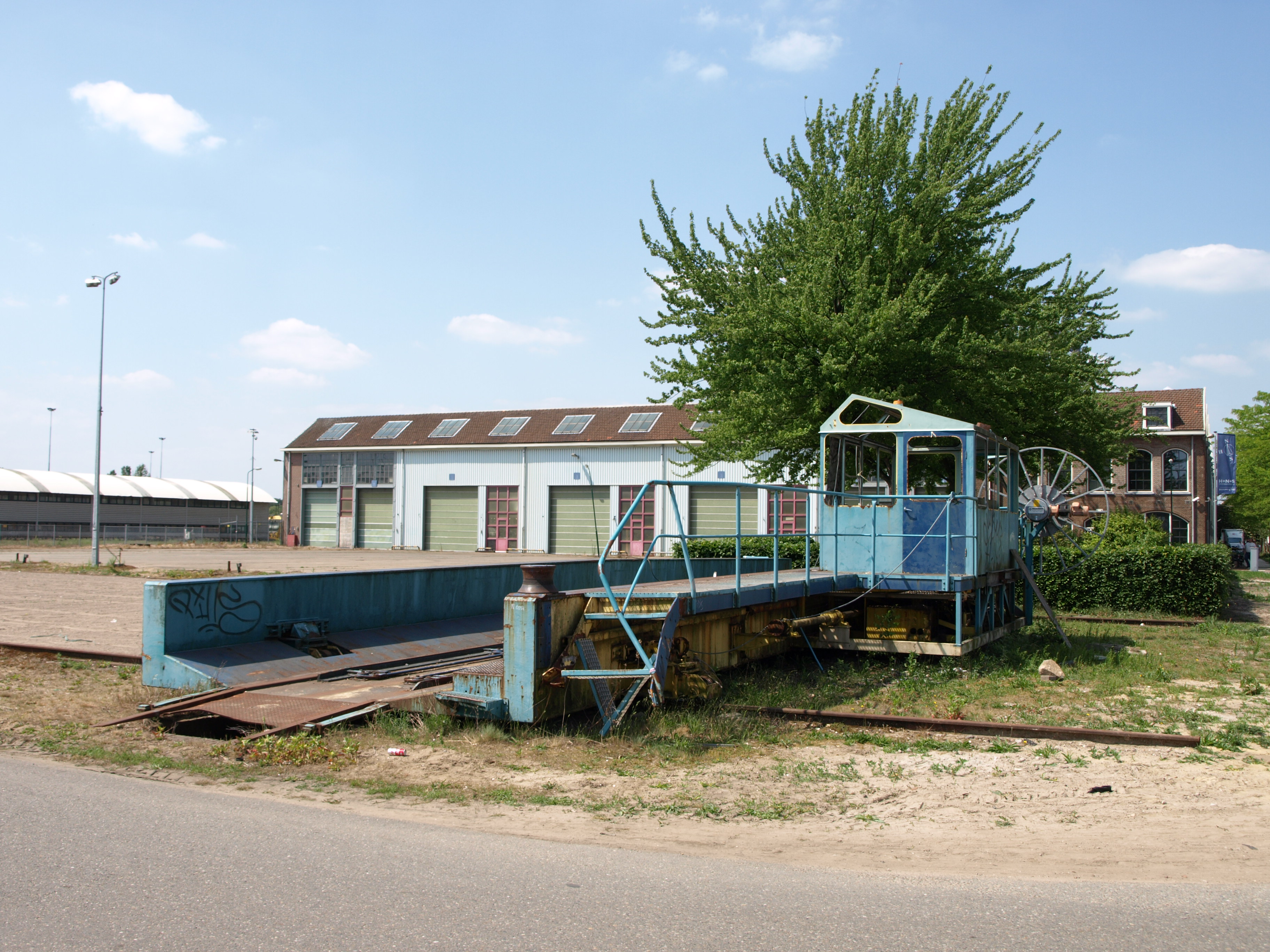
Op de voorgrond een van de twee rolbanen op het terrein van de Wagenwerkplaats; op de achtergrond het hoofdgebouw

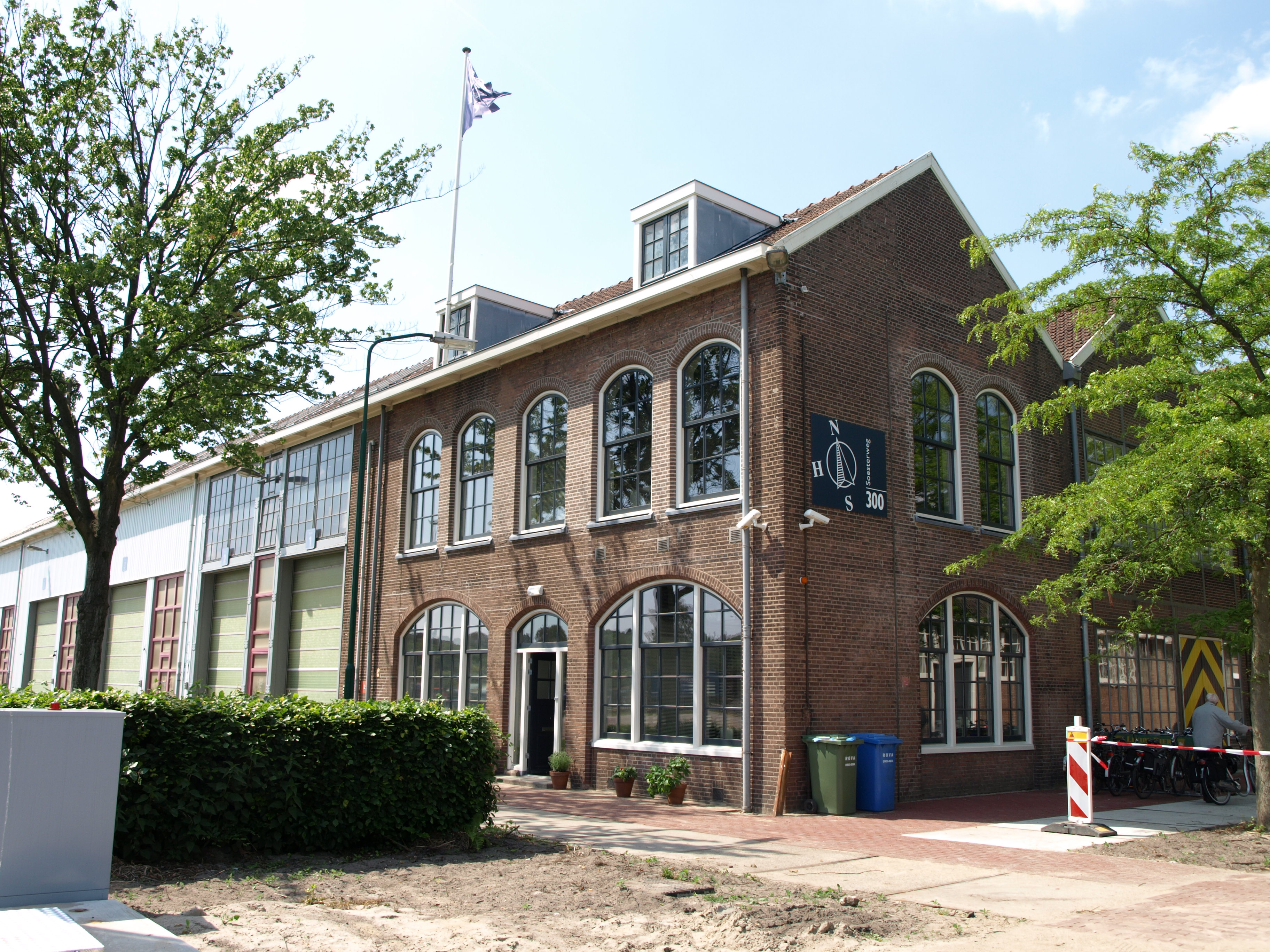
Hoofgebouw; dit gedeelte van het gebouw is thans in gebruik als kantoor/atelier van H+N+S Landschapsarchitecten.

De werkplaats ging in 1938 over naar de Nederlandse Spoorwegen, is tot 2000 in gebruik geweest en behoort tot het industrieel erfgoed van Amersfoort. De werkplaats is door 'Siesta' (Stichting Industrieel Erfgoed in de Stad Amersfoort) in de schijnwerpers geplaatst en is in 2007 aangewezen als rijksmonument.
Sinds ongeveer 2002 worden er initiatieven genomen om het terrein een nieuwe bestemming te geven, waarin de nog bestaande industriële monumenten behouden blijven.

## Voorgeschiedenis
Nadat in 1863 de Nederlandsche Centraal-Spoorweg-Maatschappij (NCS) de lijn Utrecht – Hattem via station Amersfoort NCS had geopend, legde in 1874 de Hollandsche IJzeren Spoorweg-Maatschappij (HIJSM) de lijn Amsterdam – Amersfoort (en twee jaar later richting Apeldoorn en Zutphen en verder) aan: de Oosterspoorweg.
Amersfoort was in korte tijd een belangrijk spoorwegknooppunt geworden. In het volgende jaar werd door de regering een wetsontwerp ingediend, waarin een spoorlijn van Amersfoort via Veenendaal en Wageningen naar Nijmegen was opgenomen. De Tweede Kamer besliste dat de lijn via Rhenen en Kesteren moest lopen. Op 19 juni 1885 werd bij wetsontwerp voorgesteld de exploitatie van de lijn Amersfoort – Kesteren aan de HIJSM te gunnen. Daarover ontstond veel commotie, maar in 1886 hakte de regering, buiten medeweten van de Tweede Kamer, de knoop door. In hetzelfde jaar werd de lijn in gebruik genomen; daarmee was een verbinding met Keulen tot stand gebracht en de positie van Amersfoort als spoorwegknooppunt nog verder versterkt.
Toen de Oosterspoorweg in gebruik werd genomen, ging de HIJSM gebruikmaken van het NCS-station. Bij de aanleg van de lijn naar Kesteren werd een tweede station geopend. Op 1 augustus 1901 werden beide stations vervangen door een nieuw, op de plaats waar het station zich nu nog bevindt.
Al in 1871 ijverde de Kamer van Koophandel voor de vestiging van een spoorwegwerkplaats in Amersfoort. In 1895 werd een driesporige locloods aan de lijn naar Kesteren verbouwd tot hulpwerkplaats. In deze 'Werkplaats tot herstellen van spoorwegmateriaal' van de Hollandsche IJzeren Spoorweg-Maatschappij (HIJSM) werkten in 1896 achttien arbeiders en er stond één stoommachine. In 1901 werkten er vijf mensen en stonden er twee stoommachines.
Rond 1900 maakte de HIJSM de eerste plannen voor een nieuwe wagenwerkplaats westelijk van het nieuwe station Amersfoort. De HIJSM had behoefte aan een gespecialiseerde wagenmakerij ten behoeve van goederenwagons. De bestaande Hoofdwerkplaats Haarlem werd te klein door de uitbreiding van het spoorwegnet en de intensivering van het vervoer. Amersfoort, een centrale plaats in het land en spoorwegknooppunt, was voor de nieuwe werkplaats een geschikte locatie.
Het zanderige terrein tussen de Soesterstraatweg en het nieuwe gemeenschappelijke spoorwegemplacement kwam in aanmerking. Het terrein was begroeid met hakhout en er waren enkele akkertjes, waarop rogge en aardappels verbouwd werden. De meeste percelen konden aangekocht worden, maar met één eigenaar van drie percelen "stuitten de onderhandelingen (…) af." Daarom moest een onteigeningsprocedure worden gestart.
Op 12 januari 1903 kwam een wet tot stand waarin de onteigening werd gevorderd "ten name van de Hollandsche IJzeren Spoorwegmaatschappij van de eigendommen in de gemeente Amersfoort, noodig voor het bouwen van eene wagenwerkplaats en daarmede in verband staande werken".

## 1 maart 1904

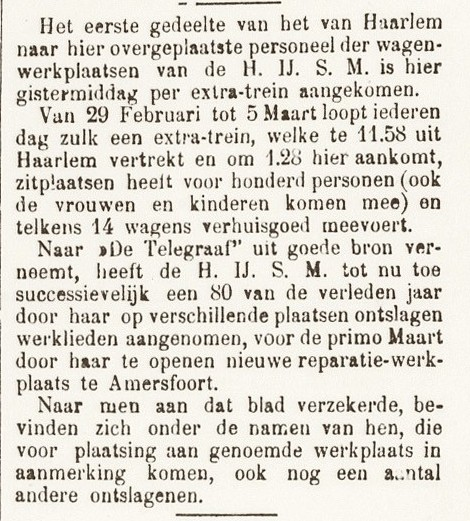
Bericht in Amersfoortsche Courant van 1 maart 1904

De werkplaats werd in gebruik genomen op 1 maart 1904. De bouwwerkzaamheden waren al in 1903 begonnen. Van het begin af aan werd de wagenwerkplaats bestemd voor herstel en verbouwing van goederenmaterieel. Het goederenwagenpark van de HIJSM bestond in 1904 uit bijna 6.000 wagons. In het eerste jaar werden al 2500 goederenwagons hersteld. Behalve goederenwagons werden ook bagagewagens voor goederentreinen hersteld. Daarvan had de HIJSM er eind 1904 in totaal 108.
Bij de spoorwegstakingen van 1903 had personeel uit de Hoofdwerkplaats Haarlem van de HIJSM zich niet onbetuigd gelaten. Veel personeelsleden werden daarom ontslagen, maar een aantal van hen werd weer aangenomen – waarschijnlijk vanwege een tekort aan arbeidskrachten op dat moment –, op voorwaarde dat ze naar Amersfoort zouden verhuizen. De werkplaats Amersfoort kreeg om die reden de bijnaam 'Strafkamp'.
Op 1 maart 1904 bericht de Amersfoortsche Courant over de aankomst van een eerste groep werknemers uit Haarlem, met vrouwen en kinderen in speciale treinen. Gedurende de eerste week van maart arriveerde elke dag een extra trein met 14 wagens vol met verhuisgoed en een aantal rijtuigen uit Haarlem.
In korte tijd vestigden zich tussen de 500 en 600 personen in Amersfoort – een belangrijke impuls voor de lokale economie.

## De eerste veertig jaar
Het totale complex van de wagenwerkplaats omvatte aan het eind van de 20ste eeuw ruim 20 ha.
Aanvankelijk stond er een hoofdwerkplaats, een ketelhuis en een magazijn. In 1908 werden er een wagenloods en een verensmederij bijgebouwd. Alle gebouwen werden ontworpen door de huisarchitect van de HIJSM, D.A.N. Margadant.
Voor de energievoorziening werden twee stoomketels geplaatst, die een dynamo aandreven. De elektrische stroom werd gebruikt voor aandrijving van de traverse, de elektromotoren van de wielenbanken, de draaierij, smederij en houtbewerking, en voor de verlichting van kantoren en werkplaatsen en van de booglampen op het emplacement.
In 1908 werd begonnen met een aanzienlijke uitbreiding van de werkplaats. In 1909 kwam de vijfsporige wagenloods gereed. Ook werd een smederij, een grotere machinale houtbewerkerij en een houtdroogoven gerealiseerd. In 1910 werd de bouw van de gasfabriek voltooid. In deze vetgasfabriek werd het zogenaamde "vetgas" gemaakt, dat werd gebruikt voor verlichting van rijtuigen. Deze fabriek veroorzaakte in de loop van zijn bestaan, tot in de jaren vijftig van de twintigste eeuw, een omvangrijke vervuiling.
In 1920 volgde een nieuwe uitbreiding. Rond 1923 werd van de eigen stroomvoorziening overgeschakeld op levering via het net van de PUEM. In 1924 werd de capaciteit van de werkplaats verdubbeld.
In 1926 werd de wagenafdeling van de werkplaats Tilburg gesloten. In 1927 die van Zwolle. In 1931 die van de Centrale Werkplaats Utrecht. De werkzaamheden op de werkplaats in Amersfoort namen daardoor aanzienlijk toe. De bedrijfsleiding van wagenherstelplaatsen op verschillende plaatsen in het land (onder andere de wagenwerkplaats in Blerick) werd ook ondergebracht in Amersfoort. Op 1 april 1936 kreeg de werkplaats als gevolg van deze centralisatie de status van centrale werkplaats of hoofdwerkplaats.

## De Tweede Wereldoorlog
Het begin van de Tweede Wereldoorlog is voor de werkplaats in Amersfoort het einde van de periode van groei. In de kort voor de oorlog gereedgekomen schilderswerkplaats stalden de Duitsers een pantsertrein. Het personeelsbestand groeit sterk: veel mensen duiken onder bij de NS. Behalve het eigen wagenpark moeten ook locomotieven en materieel voor de Duitsers worden gerepareerd. De werkplaats krijgt extra bescherming tegen luchtaanvallen.
De spoorwegstaking ging ook aan de Wagenwerkplaats niet ongemerkt voorbij. De Duitsgezinde loco-burgemeester Wendling maakte op 29 september 1944 bekend dat het gewenst was dat het personeel het werk hervatte, en dat anders represailles niet zouden uitblijven.
In december 1944 richtten geallieerde bombardementen grote schade aan op het Amersfoortse station en de wagenwerkplaats. De inventaris van de werkplaats werd nagenoeg volledig afgevoerd naar Duitsland.

## De tweede helft van de twintigste eeuw
In 1946 wordt de productie hervat. Eind 1946 bevindt de productie zich op het niveau van 72% van de jaren 1938/'39. In 1951 worden de werkzaamheden van de werkplaats Blerick en van de centrale werkplaatsen Zwolle en Utrecht overgebracht naar Amersfoort. In 1952 wordt de wagenwerkplaats Amersfoort gemoderniseerd. Er wordt een moderniseringsplan opgesteld, dat enige jaren wordt gehanteerd, maar in de periode 1961-'63 worden in toenemende mate werkzaamheden uitbesteed aan derden.
In de jaren vijftig reden er nog 27.000 goederenwagons. Op de wagenwerkplaats werden jaarlijks 900.000 klinknagels, 250.000 bouten en 6.000 m³ hout gebruikt. De werkzaamheden vonden plaats volgens een lijnproces: de wagons gingen aan één kant de werkplaats in om via verschillende afdelingen aan de andere kant de loods weer te verlaten.
In 1991 was het aantal goederenwagens teruggelopen tot 4.000 stuks. Toen werd in de wagenwerkplaats het zogenaamde "standenbedrijf" ingevoerd. Op elk van de 24 standen werden nu alle werkzaamheden aan een wagon uitgevoerd. In de loop van de jaren negentig veranderde de naam van de werkplaats in 'Wagenbedrijf'. Na deze reorganisatie, die tevens gepaard ging met een ingrijpende verbouwing, "stond Amersfoort bekend als de modernste goederenwerkplaats van Europa". Ondanks deze vernieuwingen, die bedoeld waren om het bedrijf een plaats op de Europese markt te geven, kon de werkplaats de concurrentie al spoedig niet meer aan. In 1999 viel het doek. In de pers verschenen berichten over de sluiting. Er werkten toen nog ruim 160 mensen.

## Personeelsbezetting

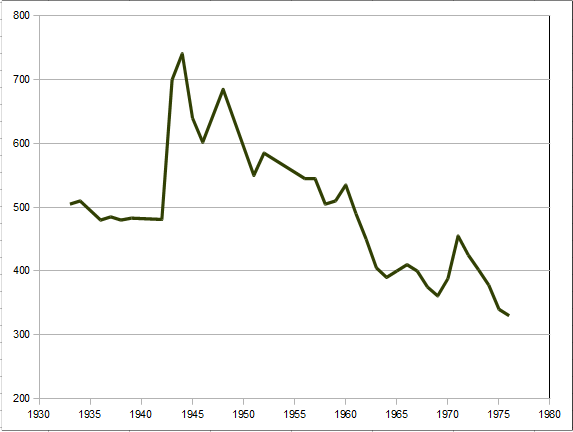
Aantal werknemers op de Wagenwerkplaats tussen 1933 en 1974 (steeds per 1 januari)

De personeelsbezetting bestond in 1904 uit een chef van de werkplaats, een adjunct-ingenieur, 8 man kantoor- en 174 man werkplaatspersoneel. De werkplaats werd daarmee het grootste bedrijf van Amersfoort.
In 1925 was het aantal personeelsleden gegroeid tot 250. In 1930 werd werk overgeheveld van de werkplaatsen in Tilburg en Zwolle en groeide het personeelsbestand tot bijna 450 mensen. Samen met de 800 personen die bij de spoorwegen werkten, waren de Nederlandse Spoorwegen daarmee de grootste werkgever in Amersfoort.
In 1950 werkten er ruim 630 mensen. Ook toen was het nog steeds het grootste bedrijf. Daarna zette een daling in. Eind jaren vijftig werkten er 570 personen op de werkplaats en was het bedrijf naar de derde plaats van de ranglijst van grootste werkgevers gezakt. Deze daling zette zich door. Rond 1990 was voor het eerst sprake van opheffing van de wagenwerkplaats, maar dat ging toen niet door. Tien jaar later werden de werkzaamheden wel stilgelegd.

### Personeelssamenstelling
Tot het werkplaatspersoneel behoorden eind maart 1904:
- 40 wagenmakers
- 20 schilders
- 38 bankwerkers
- 31 wagenlichters
- 2 dekkenleggers
- 8 vuurwerkers
- 8 voorslagers

### Arbeidsomstandigheden
Vooral in de eerste jaren heerste er een streng regime in de werkplaats. Russer zegt zelfs: "Er zat altijd nog wel iets van het oude militaire regiem in de voorschriften en werkomstandigheden." De werkplaats kreeg waarschijnlijk niet voor niets de bijnaam 'Strafkamp Amersfoort'.
De kruiwagen was in het begin het belangrijkste transportmiddel, maar in de periode 1907-1910 worden ook handwagens ingezet.
Er werd gewerkt van 06:00 uur 's ochtends tot 18:30 uur 's avonds. Van 08:00 tot 08:30 was een ochtendschaft. Tussen de middag werd anderhalf uur pauze gehouden voor de middagschaft. Het loon van een vuurwerker was 23 ct. per uur. Vaklieden kregen 21 ct. Een sjouwer kon tot 18 ct. per uur verdienen.
Rond 1930 wordt – tegelijk met een veranderde organisatie van de productie – een premieloonstelsel ingevoerd volgens het gewijzigde 'Rowan' systeem.

## Burgerinitiatief

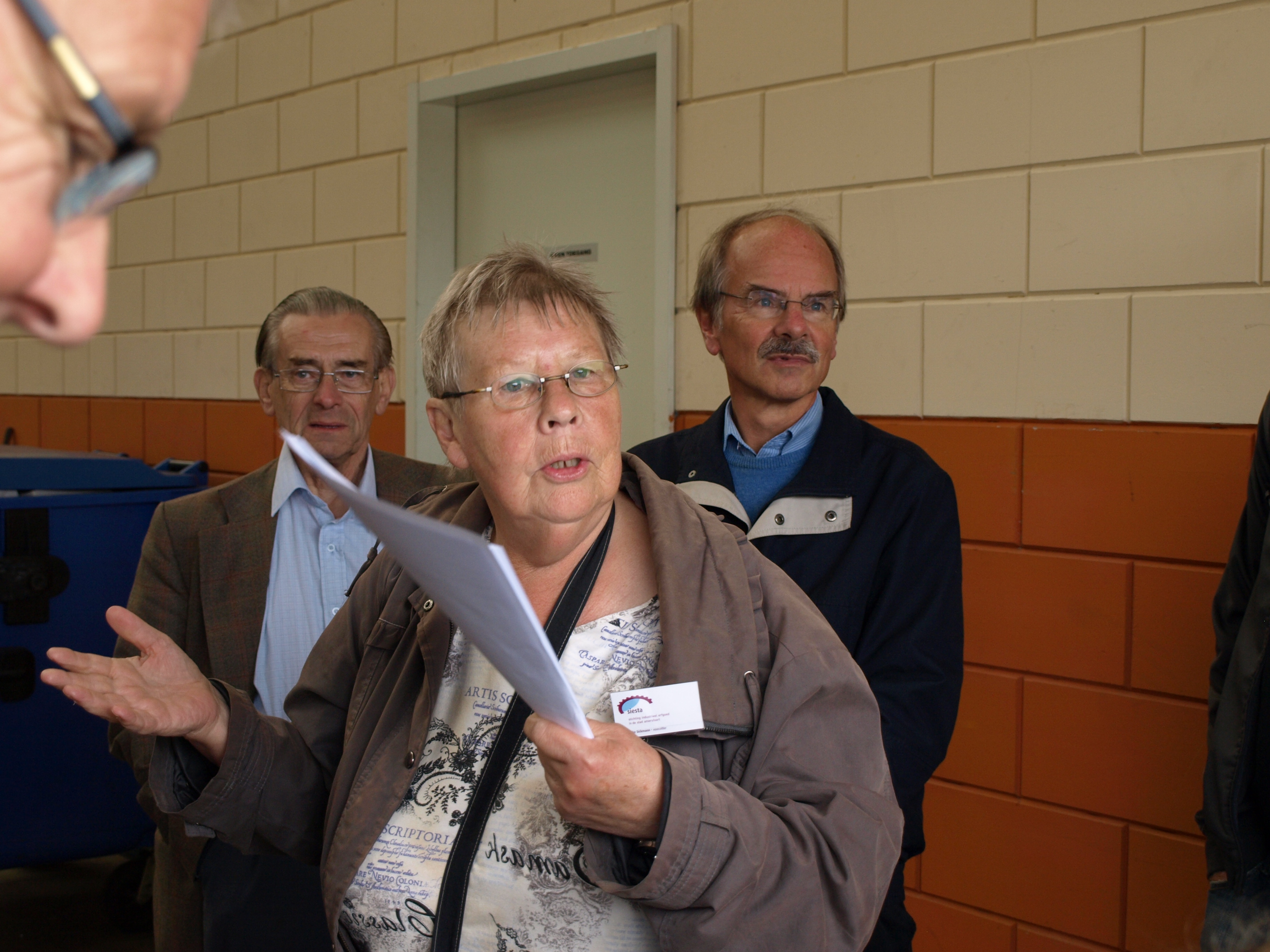
Joke Sickmann in 2009

Toen de NS eind 2000 de wagenwerkplaats buiten gebruik stelde, was de toekomst van het complex hoogst onzeker. Aanvankelijk overheerste het denkbeeld om alles te slopen en nieuwe kantoren te bouwen. Maar al snel stortte de kantorenmarkt in en verdwenen de plannen in de ijskast. Enkele bestaande gebouwen werden verhuurd. Joke Sickmann, bewoonster van het Soesterkwartier, vormde een werkgroep 'De Schone Slaapster', die zich ging inzetten voor behoud van dit belangrijke industriële erfgoed en die pleitte voor een nieuwe ontwikkeling van het gebied die recht deed aan de cultuur-historische erfenis. In 2003 kwam de Stichting Industrieel Erfgoed in de Stad Amersfoort (Siesta; spreek uit: Siësta) in actie voor het behoud van de werkplaats. Dat leidde ertoe dat de gemeente Amersfoort de Utrechtse Stichting Industrieel Erfgoed (USINE) een onderzoek liet doen. Hierin werd ook een eerste aanzet tot een cultuurhistorische waardebepaling opgenomen.
Naar aanleiding van het rapport diende SIESTA bij het Ministerie van Onderwijs, Cultuur en Wetenschappen een verzoek in tot plaatsing van het complex op de rijksmonumentenlijst. Dat verzoek werd in 2007 gehonoreerd. Inmiddels was een samenwerking tot stand gekomen tussen belangrijke partijen in het gebied. Met steun van 'Habiforum', een kennisnetwerk dat faciliterend optreedt in gebiedsontwikkeling, werd een proces op gang gebracht dat er uiteindelijk toe leidde dat particulieren, gemeentelijke overheid en private partijen (m.n. NS) zich gezamenlijk gingen inspannen om een nieuwe toekomst voor het gebied te zoeken. Culturele instellingen en personen uit de 'creatieve economie' werden benaderd.
Op 3 april 2007 vond een groots opgezette publieke presentatie plaats van de ontwikkelde plannen. Daarna vond een vertaling plaats van deze plannen in een visiedocument, dat door burgers, NS en gemeentebestuur werd onderschreven:

We willen een gebied inrichten om een plaats te creëren voor en door Amersfoorters, met inachtneming van de schoonheid en openheid van het gebied. De openheid is niet alleen fysiek maar ook 'geestelijk': vrije ruimte letterlijk en figuurlijk.

Het gaat erom mensen de ruimte te bieden om creatief te zijn, om maatschappelijk te ondernemen. Het gaat erom kansen te creëren voor mensen die niet altijd zo makkelijk aan bod komen. Dit kan door aan de onderkant en in de marge ruimte te bieden om zich te ontwikkelen, maar ook steun om te kunnen groeien.

Het gaat er ook om jongeren ruimte te bieden zich te ontwikkelen, want daar zit veel vernieuwingskracht. Kortom het gaat om de broedplaats voor maatschappelijke ontwikkeling, creativiteit en innovatie, steeds in beweging, steeds vernieuwend!

In 2008 ontving het burgerinitiatief de Saxion stimuleringsprijs.

## Bestaande gebouwen op de wagenwerkplaats

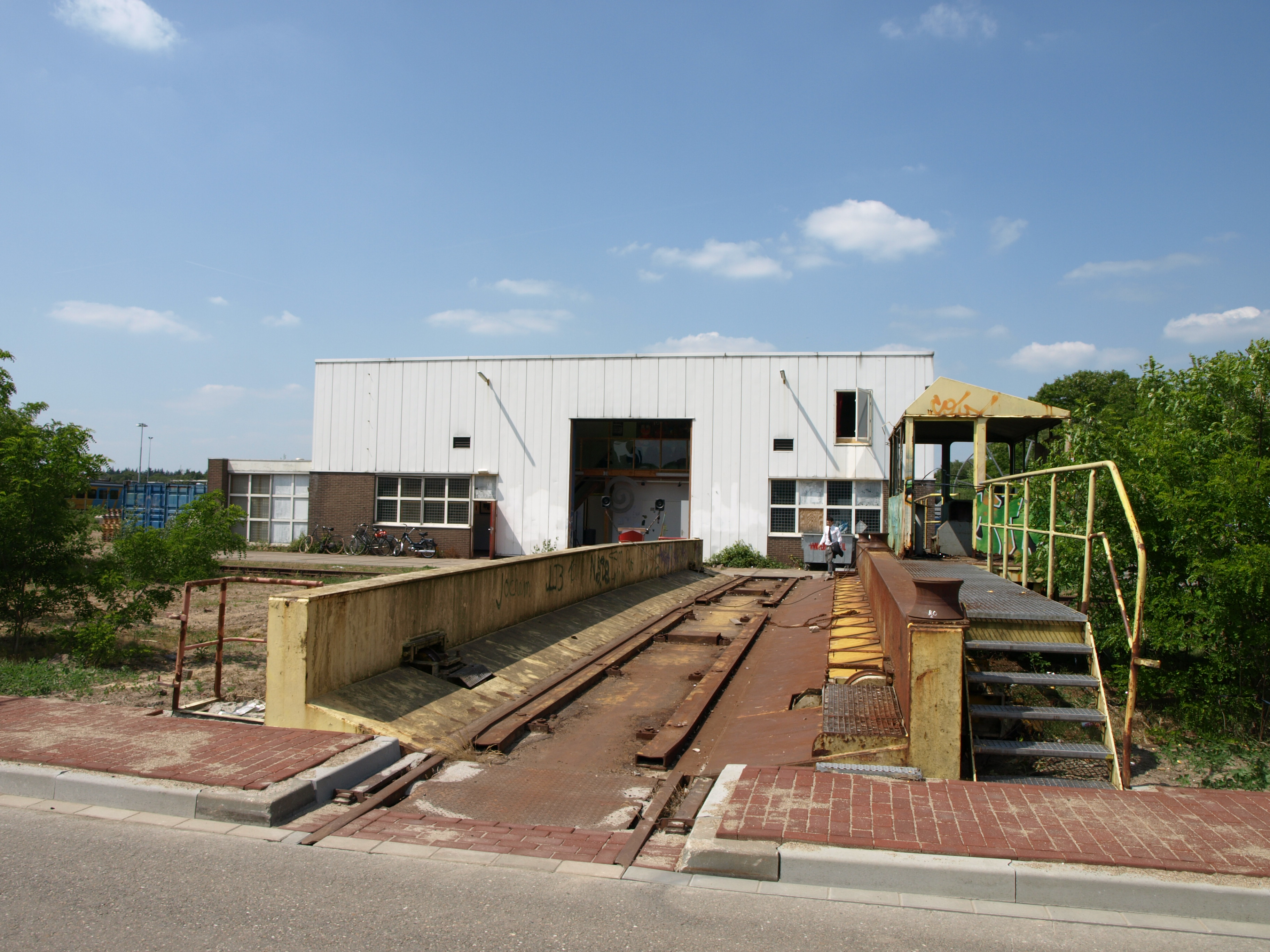
Rolbaan met op de achtergrond de in 2020 gesloopte Laswerkplaats/Perron Expressie

De belangrijkste gebouwen die nu nog op de wagenwerkplaats te vinden zijn:
- het hoofdgebouw
- de rijtuigenloods
- de houtloodsen
- het oude en het nieuwe magazijn
- het gebouw van de medische dienst
- het trafogebouw
- de portiersloge
- het ketelhuis
- de wielendraaierij
- de veerensmederij

Sommige van de gebouwen hebben al een nieuwe bestemming gekregen; over de toekomst van andere wordt nog nagedacht en onderhandeld. 
Zo is de Veerensmederij inmiddels gerestaureerd tot modern theater waarin Holland Opera is gevestigd. 
Op het terrein bevinden zich nog twee rolbanen, waarvan de onderhoudstoestand zorgwekkend is, maar die belangrijke monumentale waarde hebben.

## Spoorwegjubileum 2014

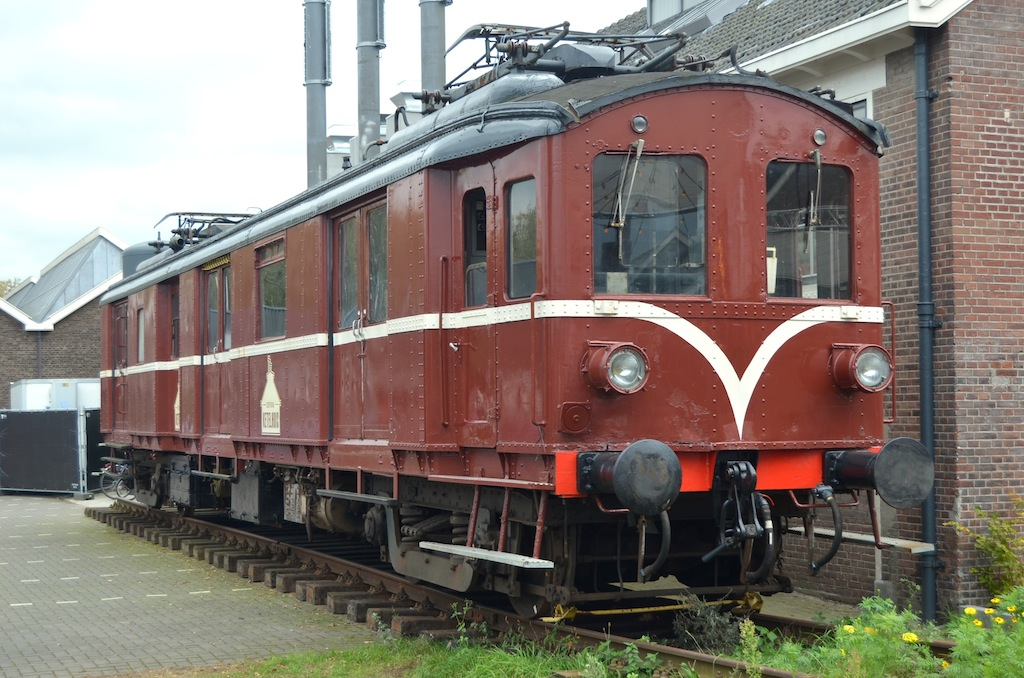
Als herinnering aan het spoorverleden staat een motorrijtuig 'Materieel '24 opgesteld op het werkplaatsterrein. Dit betreft de mBD 9006 'Jules'.

Ter gelegenheid van de viering van het 175-jarige bestaan van de spoorwegen in Nederland (1839-2014) was er van 16 t/m 21 oktober 2014 er een Publieksevenement 'Spoorparade Amersfoort' over de historie en de toekomst van het spoor rond de loodsen van de vroegere Wagenwerkplaats Amersfoort. Gedurende de zes dagen van openstelling kwamen er ruim 42.000 bezoekers op af, waarvan op zondag ruim 10.000.

## Nieuwe initiatieven

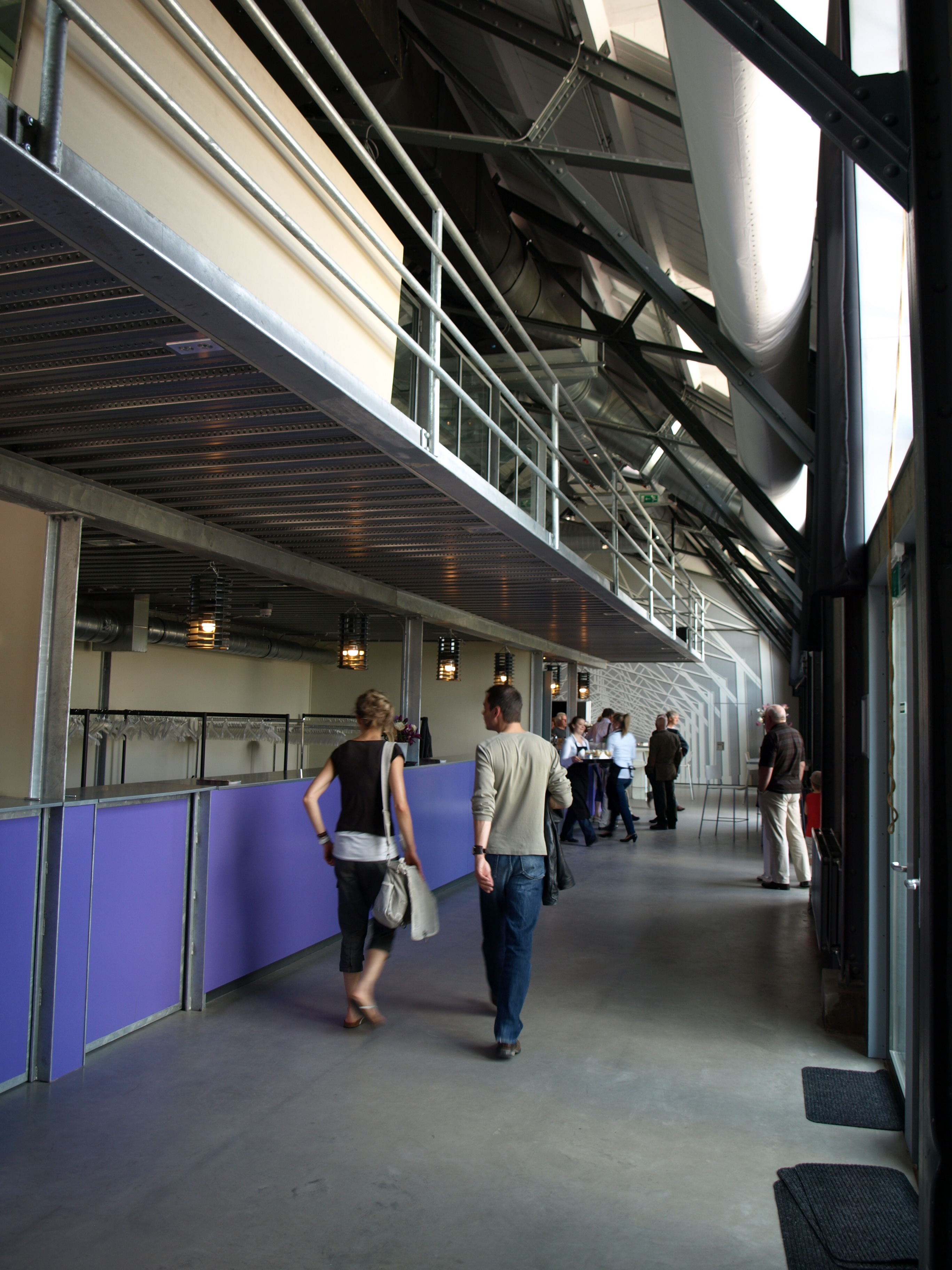
Holland Opera in de voormalige Veerensmederij op de Wagenwerkplaats Amersfoort

Sinds de sluiting van de wagenwerkplaats in 2000 zijn er een aantal andere bedrijven en instellingen op het terrein neergestreken. Daartoe behoren onder andere:
- Atelier Han van Zwieten architecten BNA – een van de eerste bedrijven die zich op het terrein van de wagenwerkplaats vestigden. Dit bureau, dat is voortgekomen uit het bureau van Straalen, was daarvoor gevestigd in Zeist. Het bureau heeft 24 medewerkers, werkt landelijk en heeft als een van haar activiteiten duurzaam bouwen, waarbij vooral projecten op het gebied van actieve en passieve zonne-energie worden ondersteund.
- Holland Opera – is een op kinderen en jongeren gericht operagezelschap dat al in 2007 zijn voorstelling Styx in de Veerensmederij speelde.[38][39] Die was toen nog niet verbouwd. Het fabrieksgebouw vormde een passend decor voor het verhaal over de overgang van de wereld van de levenden naar die van de doden, die gescheiden is door de mythologische rivier de Styx. Sindsdien is de Veerensmederij de thuisbasis van Holland Opera geworden. Op 2 oktober 2010 werd het theater in de Veerensmederij geopend door prinses Máxima.[40] De restauratie en verbouwing van de Veerensmederij werd begeleid door Irma Klevering van architectenbureau Han van Zwieten. Holland Opera is de vaste gebruiker van de Veerensmederij.
- Diverse locaties zijn te huren voor een bruiloft, congres of beurs zoals de Rijtuigenloods, het Centraal Ketelhuis, de Veerensmederij en het Oude Magazijn. Het Centraal Ketelhuis is daarnaast een lunchcafé.
- Op het terrein van de Wagenwerkplaats is de Stichting Historisch Dieselmaterieel (SHD) gevestigd. De SHD is sinds 2004 aanwezig op de oude wagenwerkplaats met haar historisch materieel, wat rijvaardig wordt gehouden, of gemaakt. Met een uitgebreide collectie goederenwagens, die allemaal een binding hebben met de werkplaats en de historische dieseltreinen, wordt de geschiedenis van het terrein levend gehouden.
- De Nederlandse Spoorwegen gebruiken een deel van de loods voor het opbergen van terzijde gesteld materieel en reserverijtuigen voor de dubbeldekstreinen.
- Per Expressie is een broedplaats voor jonge, Amersfoortse kunstenaars. Een plek om te proeven van het evenementenleven zowel op het podium, als achter de schermen. Per Expressie zit op dit terrein sinds 2001.